# Pterostylis cucullata
Pterostylis cucullata är en orkidéart som beskrevs av Robert Brown. Pterostylis cucullata ingår i släktet Pterostylis och familjen orkidéer. Inga underarter finns listade i Catalogue of Life.